# Anatoma kelseyi
Anatoma kelseyi is een slakkensoort uit de familie van de Anatomidae. De wetenschappelijke naam van de soort is voor het eerst geldig gepubliceerd in 1905 door Dall.